# Lene kosti
Lene kosti je heavy metal zasedba, ki sta jo leta 1978 ustanovila brata Marc Kavaš, kasnejši kitarist zasedbe Pankrti in Giovanni Kavaš.

## 1978-1986
Prvih sedem let so preigravali blues rock ter hard rock skladbe svojih vzornikov, potem pa je leta 1985 vstopil v skupino Milan Krušič. Lene kosti so se v letu 1985 nahajale v postavi Marc Kavaš (kitara), Giovanni Kavaš (kitara), Janez Dagarin-Dago, (bas),  Dare Brenko (bas kitara) in Iztok Perko »The Animal« (bobni) in do leta 1987 spisale glavnino svojega najbolj markantnega materiala, ki so ga izvajali na koncertih. 
Milan Krušič je s svojo pojavo predstavljal prvega slovenskega glasbenika, ki je brez slehernih predsodkov šokiral Slovensko srenjo : z odrskim teatrom polivanja s krvjo, ljubimkanja s križi in lobanjami. V svoj glasbeni izraz so vpeli boogie ritem in postali boogie metal band - kot so temu sami rekli. Imeli so besedila v angleškem jeziku, česar do takrat še nobena slovenska skupina ni naredila.

## 1986-1991
Lene kosti niso mogle izdati albuma, saj so jih takratne jugoslovanske komunistične oblasti zaradi njihove glasbe ter videza bojkotirale in preganjale. Popularnost med ljudstvom pa je naraščala. Ko so 9. septembra 1987 nastopili na Titovi cesti na odru pred stavbo Metalka, je nastal prometni krč. Avtomobili so se ustavljali sredi ceste, nastala je popolna zmeda.
Poslušalci zagrebškega radia Velika Gorica so leta 1986 na podlagi telefonskega glasovanja izbrali Stones Of Death za najljubšo skladbo in je ta tri mesece obstala na prvem mestu radijske lestvice. Poleg tega so Lene kosti v kategoriji novih upov rock in metal glasbe bili izbrani za najbolj obetavno skupino v takratni Jugoslaviji - tudi leta 1986.
Pred vsakim uradno potrjenim nastopom, se je morala skupina zglasiti na »Milici« (takratna Policija), kjer je bila dolžna predložiti prevod besedil v slovenščino - iz česar je moralo biti razvidno, da besedila niso protirežimska. Največ težav jim je povzročalo besedilo skladbe Russian Girl, ker so na Milici smatrali, da v tej skladbi častijo ruske prostitutke. Ko je skupina posnela leta 1986 uradne promocijske fotografije na ljubljanskih Žalah, jih nihče ni želel (ali smel) objavljati. Komunisti so skupino obdolžili, da se Lene kosti pajdašijo z rimokatolištvom, cerkveni krogi pa so obremenili skupino, češ da s takšnim početjem omalovažuje simboliziranje verskih objektov. 
Leta 1988 zapustita skupino Milan Krušič in basist Dare Brenko. Krušič se pridruži prvi zasedbi  speed metalcev Turbo. Lene kosti izgubijo orientacijo. Leta 1990 izdajo kaseto »Park Bar«, ki pa vsebuje druge skladbe in drugo glasbeno usmeritev. Nekaj upanja vrne vrnitev Milana Krušiča v postavo in uspešen nastop skupine na Božičnem Rock festivalu v Hali Tivoli, zgodaj v letu 1991. A bilo je prepozno. Ko se brata Kavaš pridružita skupini Requiem (glasbena skupina), je postalo jasno, da je z Lenimi kostmi konec.

## 2008-2011
Minilo je 17 let. Ob 30. obletnici nastanka skupine nastopijo Lene kosti v letu 2008 na koncertu v ljubljanskih Novih Jaršah. Tam, kjer so dejansko nastali. Pod odrom jih opazuje Milan Krušič, ki ga fantje prikličejo iz publike, da odpoje pesem Russian girl. To je bil nov začetek in zasedba začne znova nastopati. 
Nastopili so tudi pred legendarnimi nemškimi metalci Grave Digger, 3. februarja 2008, kjer kot posebni gost nastopi z Lenimi kostmi kitarist skupine Grave Digger Manni Schmidt - v skladbi Russian Girl. Sredi leta 2009 napove skupina snemanje albuma, ki bi moral iziti pred več kot 20 leti. Ta nosi delovni naslov »History«. Odloči se posneti svoje stare skladbe z novimi aranžmaji. Še pred tem pa napove izdajo demo posnetkov, ki jih je posnela med letoma 1985 in 1987 s preprostim naslovom »Demo 1985-1987«, kot posvetilo vsem svojim zvestim prijateljem in oboževalcem.

## Zasedba

### 1985 - 1987
- Milan Krušič - vokal
- Marc Kavaš - kitara
- Giovanni Kavaš - kitara
- Iztok Perko - bobni
- Dare Brenko - bas kitara

2009 - 2010
- Milan Krušič - vokal
- Marc Kavaš - kitara
- Giovanni Kavaš - kitara
- Miha Nedoh - bobni
- Grega Brenko - bas kitara

### 2011
- Milan Krušič - vokal
- Marc Kavaš - kitara
- Giovanni Kavaš - kitara
- Rok Večerin - bobni
- Aaron Černatič - bas kitara

2013
- Jan Tehovnik- vokal
- Marc Kavaš - kitara
- Giovanni Kavaš - kitara
- Janez Dagarin- bas kitara
- Vlado Janež - bobni

## Recenzija
- http://www.siol.net/trendi/glasba/ocene_albumov/2010/05/lene_kosti.aspx
- http://www.rockline.si/podrobnosti-recenzije/demo-1985-1987-1922
- http://www.rockline.si/podrobnosti-recenzije/do-or-die-2087
- http://www.rockline.si/podrobnosti-recenzije/penetrator-2674